# Italien i olympiska vinterspelen 1984
Italien deltog i olympiska vinterspelen 1984. Italiens trupp bestod av 74 idrottare.

## Medaljer

### Guld
- Alpin skidåkning
  - Slalom damer: Paoletta Magoni
- Rodel
  - Singel herrar: Paul Hildgartner

## Sporter
Italien deltog i följande nio sporter, antal deltagare inom parentes.
- Alpin skidåkning (12)
- Backhoppning (3)
- Bob (9)
- Hastighetsåkning på skridskor (3)
- Ishockey (20)
- Konståkning (3)
- Längdskidåkning (10)
- Rodel (9)
- Skidskytte (5)